# Коцо Карбонаро (Козенца)
Коцо Карбонаро је насеље у Италији у округу Козенца, региону Калабрија.
Према процени из 2011. у насељу је живело 377 становника. Насеље се налази на надморској висини од 189 м.